# Яровское
Яровское — село в Казанском районе Тюменской области России. Административный центр Яровского сельского поселения.

## Климат
Климат континентальный с холодной продолжительной зимой и тёплым относительно коротким летом. Средняя температура воздуха самого холодного месяца (января) — −18 °C (абсолютный минимум — −45 °C). В летние месяцы температура может повышаться до 40 °C. Безморозный период длится в среднем 115—125 дней. Среднегодовое количество атмосферных осадков составляет 350 мм, из которых большая часть выпадает в тёплый период.

## История
До 1917 года входило в состав Казанской волости Ишимского уезда Тюменской губернии. По данным на 1926 год деревня Яровская состояла из 231 хозяйства. В административном отношении являлась центром Яровского сельсовета Ильинского района Ишимского округа Уральской области.

## Население
| 2010 |
| ---- |
| 732  |

По данным переписи 1926 года в деревне проживало 1157 человек (551 мужчина и 606 женщин), в том числе: русские составляли 98 % населения, татары — 2 %.
Согласно результатам переписи 2002 года, в национальной структуре населения русские составляли 89 % из 765 чел.